# 大津赤十字病院
大津赤十字病院（おおつせきじゅうじびょういん）は、滋賀県大津市に所在する医療機関である。日本赤十字社滋賀県支部が開設する病院である。集中治療室（ICU）、冠疾患集中治療室（CCU）、新生児特定集中治療室（NICU）、母体・胎児集中治療室（MFICU）そして無菌治療室などの重症病床を備えている。

## 沿革
- 1876年（明治9年）7月 - 前身の滋賀県立駆黴院を大津市港町に創立。
- 1886年（明治19年）4月 - 滋賀県立大津病院と改称。
- 1887年（明治20年）4月 - 当院を駆黴治療する滋賀県松本病院と一般治療する大津公立病院とに分離。
- 1904年（明治37年）4月 - 日本赤十字社 滋賀支部病院が発足。
- 1911年（明治44年）11月 - 病院敷地を大津市西町（現在の大津市長等一丁目1番35号）に移転。
- 1943年（昭和18年）1月 - 大津赤十字病院と改称。
- 1955年（昭和30年）2月 - 総合病院の承認。
- 1968年（昭和43年）4月 - 入院中の小学生が修学機会を得るために若草学級を創設。
- 1970年（昭和45年）4月 - 入院中の中学生が修学機会を得るために青空学級を併設。
- 1975年（昭和50年）4月 - 滋賀県立大津養護学校が開校し、若草学級・青空学級を編入。
- 1990年（平成2年）3月 - 本館の改築が完成。
- 1997年（平成9年）1月 - 基幹災害医療センターの指定。
- 2000年（平成12年）12月 - 国有財産比良病院の払受、大津赤十字志賀病院の開設許可。
- 2002年（平成14年）7月 - 大津赤十字志賀病院が開院。
- 2003年（平成15年）
  - 6月 - 地域医療支援病院の承認。
  - 8月 - 地域がん診療拠点病院の指定。
- 2008年（平成20年）
  - 2月 - 地域がん診療連携拠点病院の更新。
  - 5月 - 近畿ブロック周産期広域搬送調整拠点病院の指定。
  - 12月 - 滋賀県がん診療広域中核拠点病院の指定。
- 2009年（平成21年）6月 - 滋賀県肝疾患診療連携拠点病院の指定。
- 2011年（平成23年）4月 - 大阪府ドクターヘリとの共同運航開始。
- 2013年（平成25年）8月 - 高度救命救急センターの指定。

## 診療科
- 内科
- 消化器科
- 循環器科
- 呼吸器科
- 呼吸器外科
- 神経内科
- 精神科
- 小児科
- 外科
- 心臓血管外科
- 小児外科
- 整形外科
- 形成外科
- 皮膚科
- 泌尿器科
- 産科
- 婦人科
- 眼科
- 耳鼻咽喉科
- 気管食道科
- 脳神経外科
- リハビリテーション科
- 放射線科
- 麻酔科
- 歯科
- 歯科口腔外科

診療協働部門
- 救急部
- 看護部
- 薬剤部
- 検査部
- 健診部
- 放射線部
- 病理部

## 医療機関の指定等
- 保険医療機関
- 地域医療支援病院
- 高度救命救急センター
- 地域周産期母子医療センター
- 厚生労働省臨床研修指定病院
- 滋賀医科大学学外臨床教育・実習協力病院
- 滋賀県救急告示病院
- 病院群救急輪番制参加病院
- 大津地域小児救急医療支援事業拠点病院
- 滋賀県がん診療広域中核拠点病院
- 地域がん診療連携拠点病院
- 滋賀県肝疾患診療連携拠点病院
- 滋賀県基幹災害医療センター
- 滋賀県重症難病患者医療拠点病院
- 滋賀DMAT指定医療機関
- 災害対策基本法指定機関
- DPC対象病院

## 先進医療
- 内視鏡的大腸粘膜下層剥離術

## 交通アクセス
- JR琵琶湖線（東海道本線）大津駅下車、徒歩約10分。
- 京阪京津線上栄町駅下車、徒歩すぐ。

## 参考資料
- 大津赤十字病院公式サイト